# 洛伊·富勒
洛伊·富勒（Loie Fuller，1862年1月15日—1928年1月1日），是一位美国演员和舞蹈家，是现代舞蹈和舞台照明技术的先驱。1928年1月1日，洛伊·富勒因肺炎在法國巴黎去世，享年65岁。她的骨灰被安葬在巴黎拉雪兹神父公墓。

### 早年生活与初次登台
玛丽·路易丝·富勒（Marie Louise Fuller）于1862年1月15日出生在伊利诺伊州富勒斯堡的一个偏远农场，这里通过一条新建的木板路便利地与芝加哥连接。当富勒两岁时，她的父母鲁本·富勒（Reuben Fuller）和德莱拉·伊顿（Delilah Eaton）搬到了芝加哥，并开设了一家寄宿公寓。富勒最初接触艺术得益于父母的影响——她的父亲是一位技艺高超的小提琴手兼舞蹈领队，而母亲在结婚前曾梦想成为一名歌剧演员。富勒的父母经常带她去“进步讲习所”（Progressive Lyceum），这是一个自由思想的活动中心。
富勒首次登台是在她还是幼童时，在芝加哥表演了各种戏剧和舞蹈角色。根据她的回忆录，她的首次表演是在一次主日学活动中朗诵《玛丽有只小羊》（Mary Had a Little Lamb）。[2] 在四岁时，她正式在芝加哥音乐学院（Chicago Academy of Music）戏剧演出《他对吗？》（Was He Right?）中饰演一个小男孩，完成了她的戏剧首秀。[4] 富勒的童年表演生涯几乎没有接受正式训练，但涉及范围广泛，她尝试了戏剧朗诵、唱歌和舞蹈。 从1878年到1879年，她与菲利克斯·A·文森特剧团（Felix A. Vincent Company）巡演，出演了充满魔幻场景变换的哑剧《阿拉丁》（Aladdin）。这段经历让她接触到舞台工艺的重要原则。
富勒的家人在她小时候曾多次搬离芝加哥，最终她在19岁时加入了“水牛比尔”巡演剧团。从1881年到1889年，富勒在纽约市和中西部出演了多部西部情节剧和音乐轻喜剧，其中包括《戴维·克洛克特》（Davy Crockett，1882）和《二十天，或水牛比尔的承诺》（Twenty Days, or Buffalo Bill's Pledge，1883）。
尽管早期取得了一定的成功，富勒的事业却面临着巨大的财务挑战。1889年，她尝试拓展事业，前往伦敦制作并主演话剧《随心所欲》（Caprice）。然而，这次尝试在批评和经济上都以失败告终，富勒在伦敦陷入困境，无所事事。随后，她获得了在伦敦盖蒂剧院（Gaiety Theatre）担任裙舞（skirt dance）替补演员的机会。这次经历对她后来的创新产生了重要影响。
富勒在16岁时将名字改为更具吸引力的“洛伊”（Loïe）。 作为一位早期的自由舞蹈实践者，富勒开发了自己的自然动作和即兴技术。1889年，她参观了巴黎世界博览会（Exposition Universelle），特别被电力宫（Palais d'électricité）和战神广场（Champs de Mars）的彩灯喷泉所吸引，这些元素后来深刻影响了她在表演中对灯光的创新运用。在多场演出中，她尝试使用长裙，编排裙摆的动作，并探索其反射光线的方式。

### 职业生涯
到1891年，富勒将自己的编舞与丝质服装相结合，并运用自己设计的多彩灯光，创造了著名的“蛇形舞”（Serpentine Dance）。虽然她主要以演员身份闻名，但她经过多番努力，终于被邀请在喜剧《塞莱斯廷叔叔》（Uncle Celestine）间歇期间表演该舞蹈，并获得了极高的评价。
洛伊·富勒的创新编舞迅速吸引了模仿者（最早是米妮·“伦伍德”·贝米斯）。1892年，富勒对模仿者米妮·伦伍德·贝米斯提起诉讼，试图为其蛇形舞争取知识产权。尽管富勒向美国版权局提交了舞蹈的书面描述，法院仍驳回了她的请求，认为该舞蹈未讲述故事，因此不符合作为戏剧作品保护的条件。这一案例成为舞蹈版权法的里程碑。直到1976年《版权法》的颁布，该法明确将非戏剧性舞蹈作品纳入保护范围，富勒的案例才得以推翻。
希望在欧洲获得更多的艺术认可，富勒于1892年6月移居巴黎，成为现代舞蹈领域中首批寻求欧洲认可的美国艺术家之一。 在巴黎的热烈欢迎促使她留在法国，并成为艺术界的先锋人物之一。
富勒在Folies Bergère剧院以《火舞》（Fire Dance）等作品闻名，成为新艺术运动的象征人物。她继续改进和扩展其服装与灯光，使之成为表演的主要元素。蛇形舞的编舞曾被多位早期电影制片人拍摄，但是否是富勒本人出演仍有争议。

## 脚注
1. ↑  Sommer, Sally R. . The Drama Review. 1975-03, 19 (1): 53–67. ISSN 0012-5962. doi:10.2307/1144969.
2. ↑  . archives.nypl.org.   [2021-12-18]. （原始内容存档于2021-12-18）.